# 燕好爵
燕好爵（1540年—？），字脩夫，號益斋，山西平陽府翼城縣人，民籍，明朝政治人物。

## 生平
隆慶元年（1567年）丁卯科山西鄉試第四十六名舉人。隆慶五年（1571年）中式辛未科會試第二百三十五名，三甲第一百五十九名進士。工部觀政，授新郑知县，萬曆元年（1573年）调任成安县，三年升户部主事，升永平管粮郎中，歷官直隸河間府知府，任內創修磚城。十二年三月升陕西按察司副使。十四年致仕。

## 家族
曾祖燕佐；祖父燕亮；父燕璟，母蘇氏。永感下。兄好洋、好海、好潮、好古。